# Zygmunt Gonzaga Myszkowski

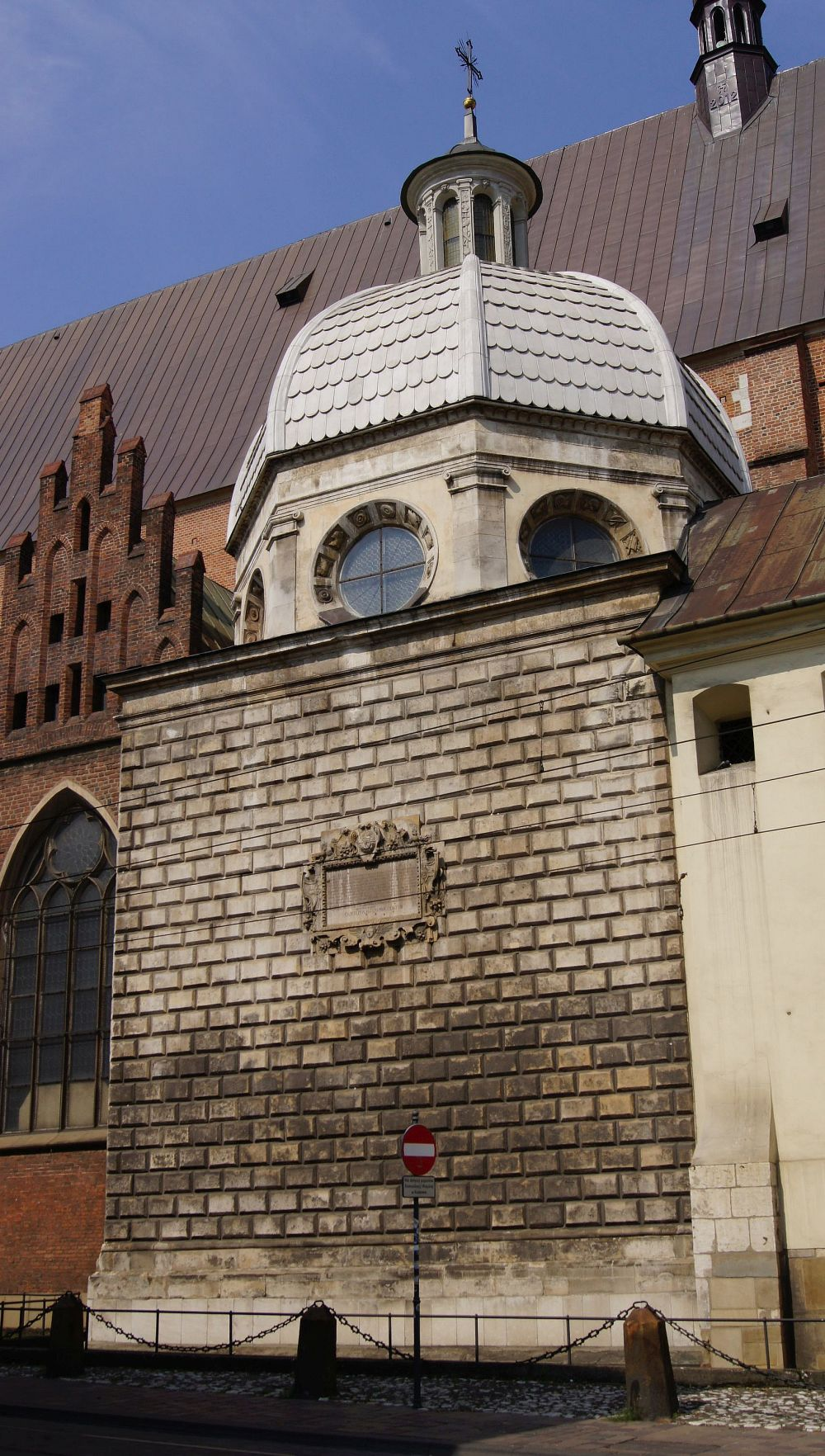
Basilica della Santa Trinità (Cracovia), Cappella Myszkowski

Zygmunt Gonzaga Myszkowski (1562 – Bassano del Grappa, 15 luglio 1615) è stato un nobile polacco.

## Biografia
Il marchese Myszkowki fu il capo del partito monarchico e sostenne la politica di Sigismondo III di Svezia e dei suoi progetti per rafforzare il potere regio. Era nipote di Piotr Myszkowski (1510-1591), vescovo di Cracovia dal 1577 al 1591. Nel 1596 Papa Clemente VIII gli diede il titolo di margravio di Mirów, fondata negli anni 1586-1591 dallo zio vescovo.
Nel 1597, durante il suo soggiorno a Mantova, fu adottato insieme al fratello Alexander dall'amico Vincenzo Gonzaga, che concesse di affiancare al suo cognome quello dei Gonzaga.
Nel 1601 fondò con il consenso della Dieta l'ordine Pińczowską.
Fu Maresciallo della Corona dal 1603 e castellano di Wojnicz.

## Discendenza
Zygmunt sposò Elżbieta z Ziemblic Boguszówna (†1643) ed ebbero quattro figli:
- Jan (?-1621)
- Ferdynand (?-1647)
- Władysław (1593 c.-1658)
- Anna